# Vinama Chendovava
Alberto Joaquim Vinama "Chendovava" (Angola, c. 1938 — Mavinga, 10 de outubro de 1986) foi um militar angolano. Era militante da União Nacional para a Independência Total de Angola (UNITA).
Em 1982, no V Congresso da UNITA, foram criadas as Frentes Estratégicas das Forças Armadas de Libertação de Angola (FALA). Ainda coronel, Vinama Chendovava foi indicado para o comando de uma das frentes estratégicas. Ganhou fama de comandante rígido e astuto no período, principalmente após o famoso assalto à cidade de Sumbe, em março de 1984.
Serviu como Chefe do Estado-Maior das FALA, braço armado da UNITA, de janeiro de 1985 até à sua morte em outubro de 1986. Foi promovido a "brigadeiro". Ele substituiu Demósthenes Amós Chilingutila, rebaixado a Chefe de Operações, que recuperou o seu cargo após a morte de Vinama.
Vinama Chendovava morreu num acidente de carro perto de Mavinga, na província do Cuando-Cubango.